# Lago Chelan
El lago Chelan (del inglés: Chelan Lake) es un lago natural de los Estados Unidos situado en el estado de Washington.
Es un lago estrecho y alargado, con 88 kilómetros de longitud y apenas 1,6 kilómetros de anchura. El nombre Chelan proviene de la lengua salish, de la palabra Tsi-Laan, que significa 'aguas profundas'.
Alimentado por arroyos que descienden de la cordillera de las Cascadas, el lago Chelan tiene una profundidad de 453 m (aunque algunas fuentes citan 432 m), por lo que es el tercer lago más profundo del país y el 25.º más profundo del mundo. El lago se encuentra a 335 metros sobre el nivel del mar.
En el extremo sur del lago se encuentra la ciudad de Chelan donde el agua fluye hacia el Río Chelan a través de la presa del lago Chelan. En el extremo noroeste del lago se encuentra el área no incorporada de Stehekin. El acceso a esta zona del lago está limitado al barco, hidroavión o al senderismo. En el sur del lago se encuentra el Parque estatal Lago Chelan, y se puede acceder desde la ciudad de Chelan por carretera. Al norte del lago se encuentra el Área de recreo nacional Lago Chelan (Lake Chelan National Recreation Area).

## Galería de imágenes

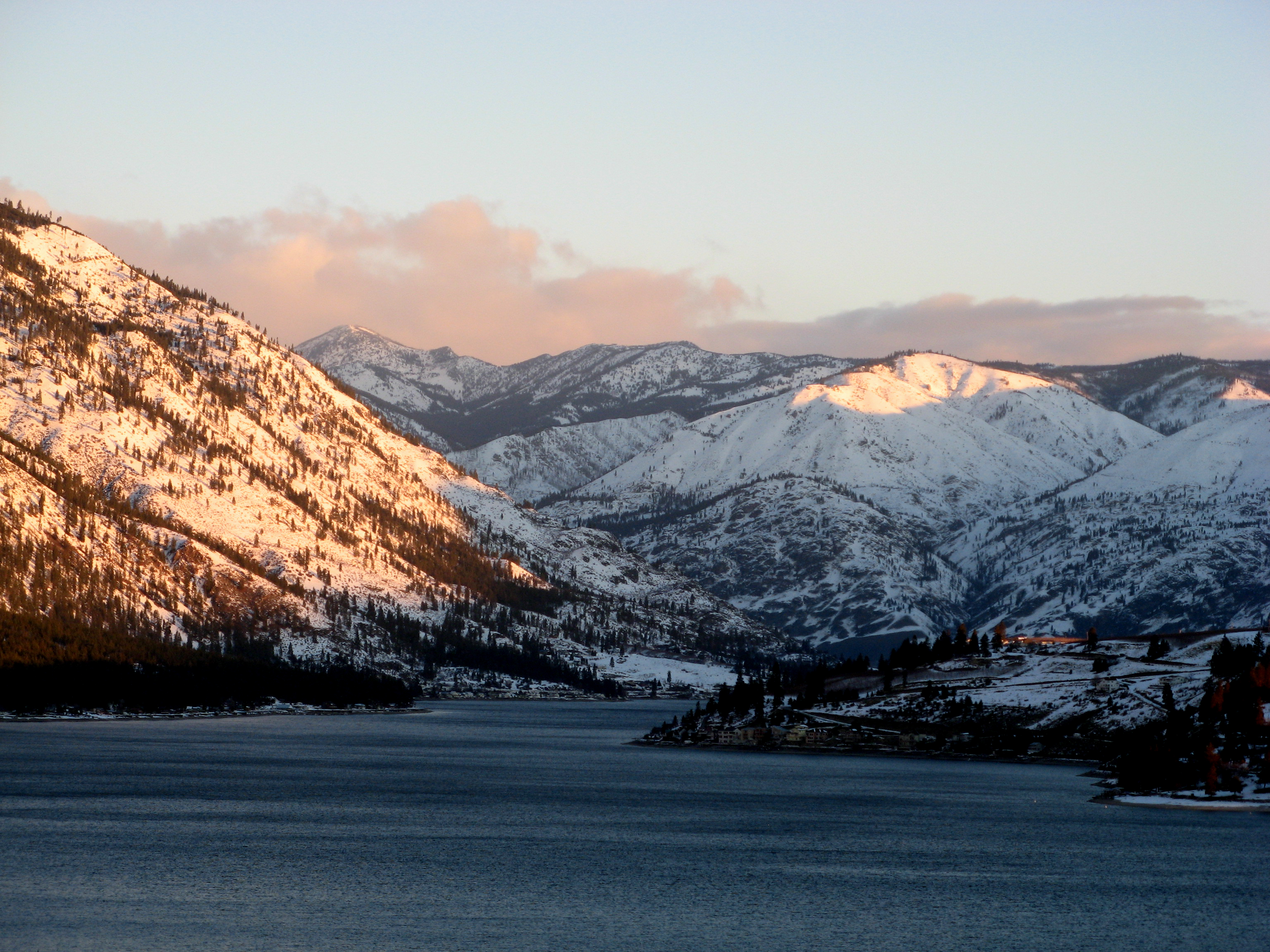
Vista de la zona sur del lago
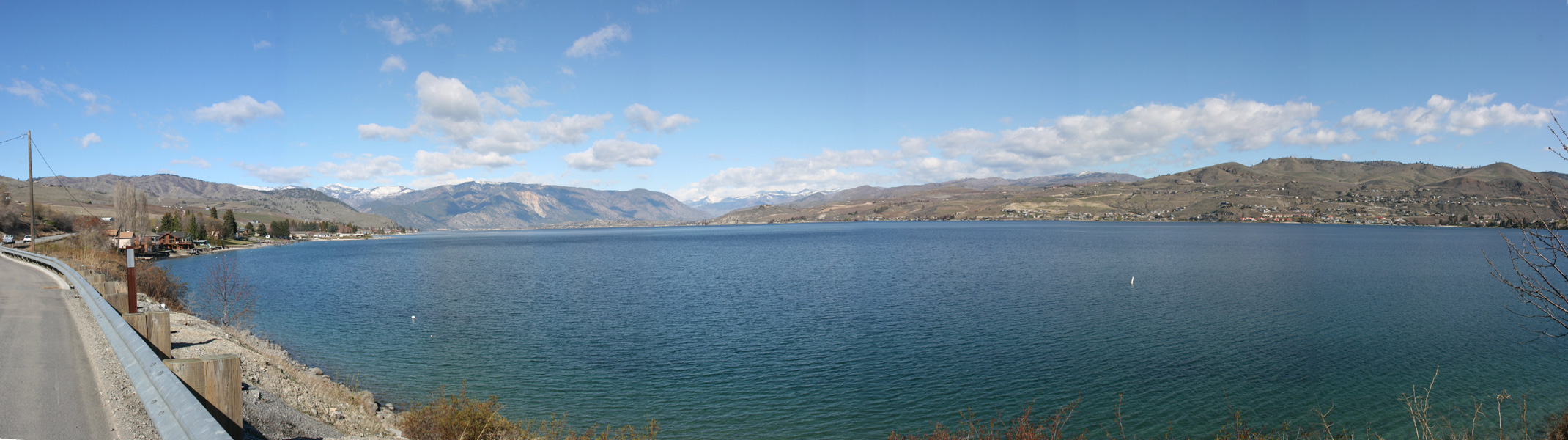
El lago visto desde la orilla sur desde la United States Highway 97.
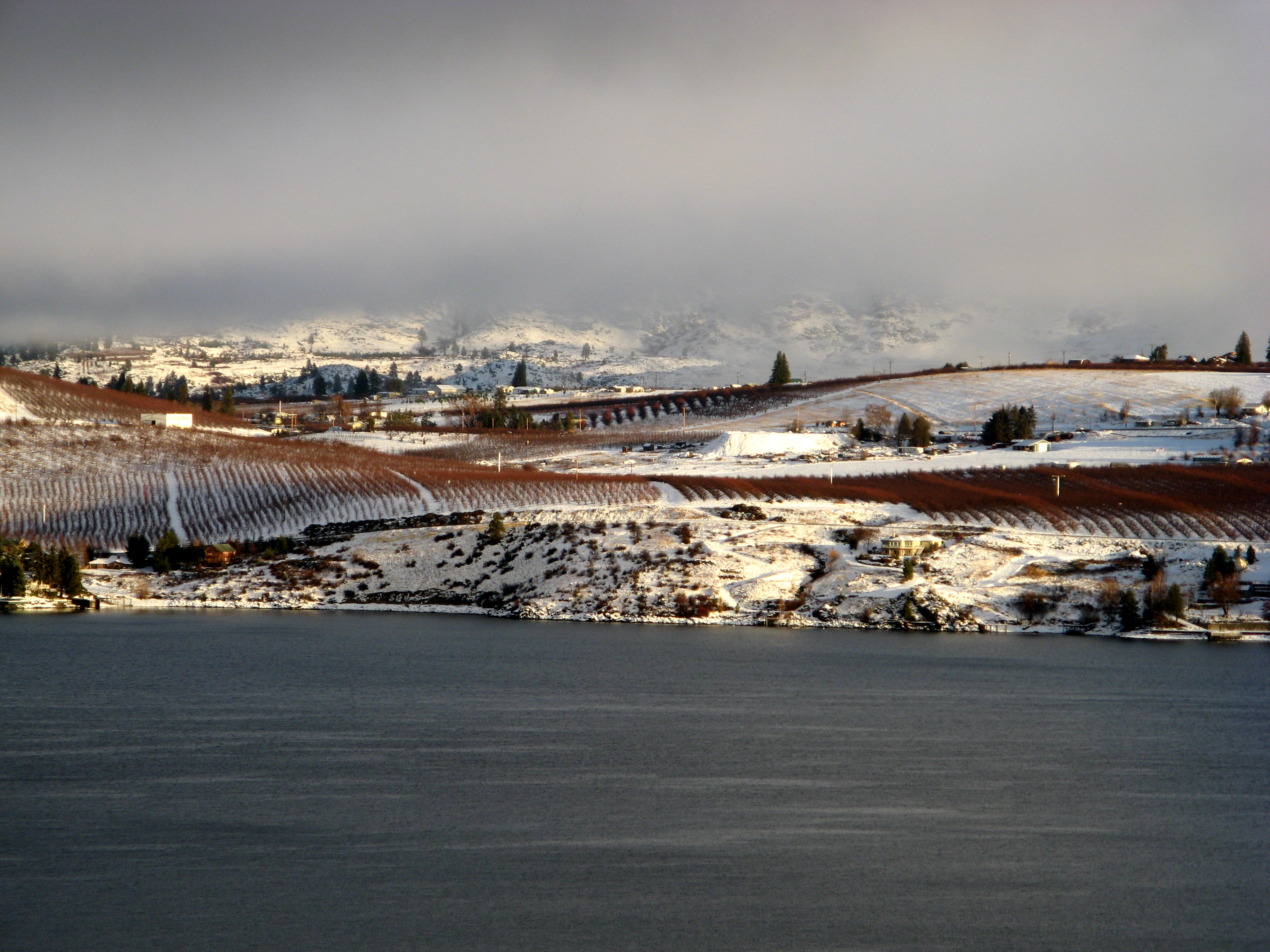
Vista de las huertas de Manson desde la orilla sur del lago
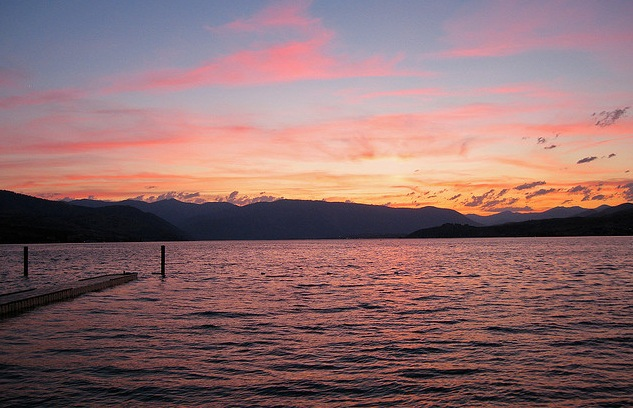
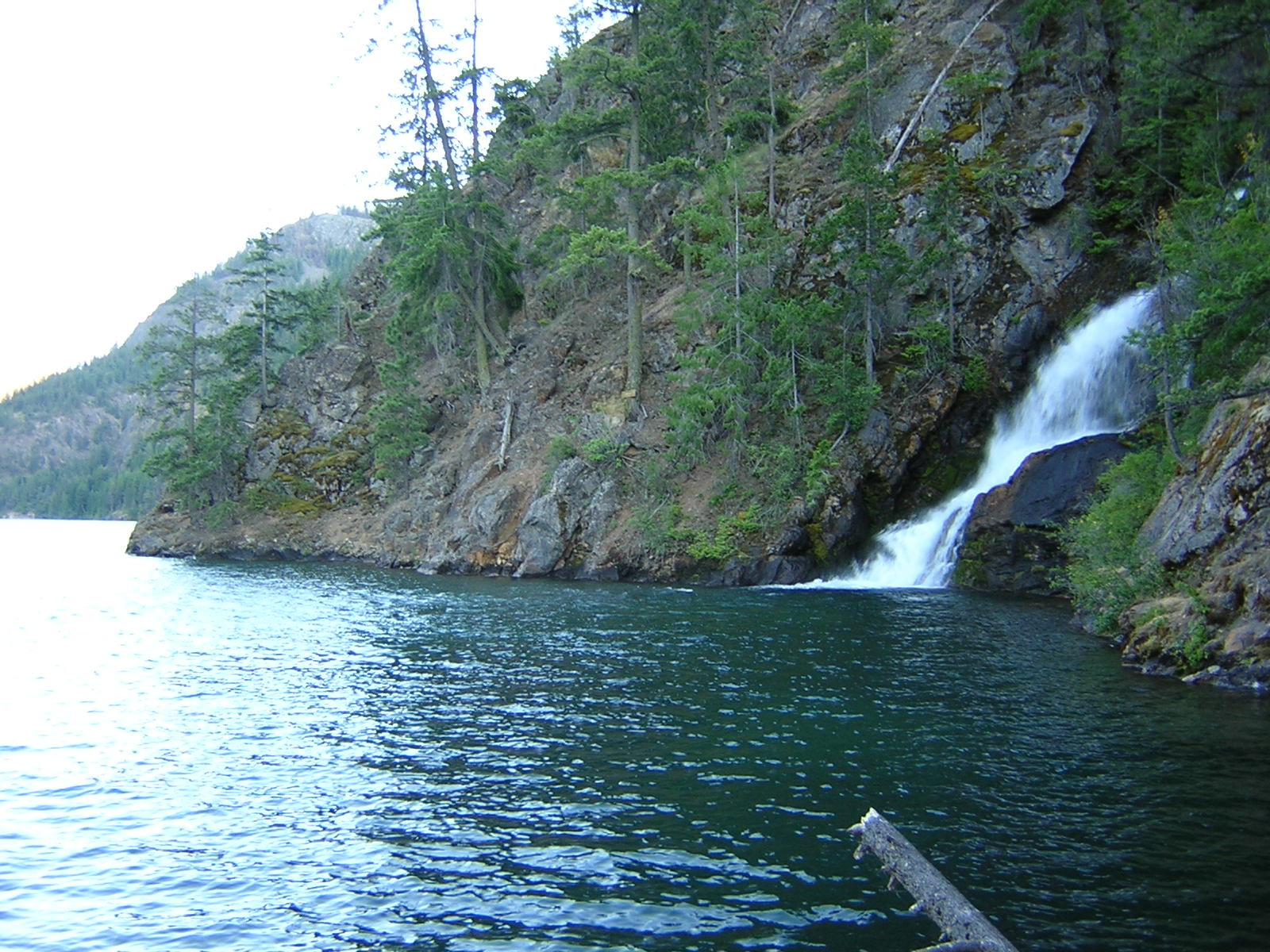
Domke Falls es la cascada más conocida que cae en el lago